# Érik Boisse
Érik Raymond Julien Boisse (ur. 14 marca 1980 w Clichy) – francuski szermierz, szpadzista, mistrz olimpijski i czterokrotny medalista mistrzostw świata. 
Podczas igrzysk olimpijskich w Atenach w 2004 roku reprezentacja Francji w składzie: Érik Boisse, Fabrice Jeannet, Jérôme Jeannet i Hugues Obry zdobyła drużynowo złoty medal. Na tej samej imprezie Boisse zajął także czwarte miejsce w rywalizacji indywidualnej, przegrywając walkę o brązowy medal z Rosjaninem Pawłem Kołobkowem 8:15. 
Na mistrzostwach świata w Lipsku w 2005 roku razem z Fabrice'em Jeannetem, Jérômem Jeannetem i Ulrichem Robeirim zdobył złoty medal w zawodach drużynowych. Wynik ten Francuzi z Boisse'em w składzie powtórzyli podczas mistrzostw świata w Turynie w 2006 roku i rozgrywanych rok później mistrzostw świata w Petersburgu. Na MŚ 2007 wywalczył ponadto srebrny medal indywidualnie, przegrywając w finale z Węgrem Krisztiánem Kulcsárem. 
Trzykrotnie zdobywał drużynowe medale mistrzostw kontynentu, w tym złoty na mistrzostwach Europy w Moskwie (2002) oraz brązowe podczas mistrzostw Europy w Koblencji (2001) i mistrzostw Europy w Gandawie (2007).
Był mistrzem Francji w 2004. Startował w barwach klubu St Gratien CE. 
Jego ojciec, Philippe Boisse, także był szermierzem.